# Big Big Train
Big Big Train (с англ. — «Большой-большой поезд») — английская прогрессив-рок-группа, образованная в Борнмуте в 1990 году. Текущий состав включает основателя группы Грегори Споутона (бас-гитара, гитары и клавишные), а также Ника Д'Вирджилио (ударные, гитары и клавишные), Рикарда Сьёблома (гитары и клавишные), Клэр Линдли (скрипка и вокал), Альберто Бравина (вокал, гитара и клавишные) и Оскара Холлдорфа (клавишные и вокал). До 2009 года группа была активна как преимущественно студийный проект под руководством Споутона и соучредителя Энди Пула (бас-гитара, клавишные и гитары), который покинул группу в 2018 году, с изменившимся составом и приглашенными музыкантами. Они выпустили пятнадцать студийных альбомов и шесть EP.
Начав как независимая группа, Big Big Train подписали контракт с Giant Electric Pea с 1993 по 1998 год и распространяли свои релизы через собственный веб-сайт. После выхода их шестого альбома The Underfall Yard (2009), который получил признание критиков в сообществе прогрессивного рока, был сформирован более стабильный состав, и группа отыграла свои первые живые концерты за 17 лет в Kings Place, Лондон, в августе 2015 года. Концерты были признаны Событием года читателями журнала Prog. From Stone and Steel, Blu-ray с репетициями 2014 года в Real World Studios и четырьмя песнями, исполненными в Kings Place, был выпущен 21 марта 2016 года. Big Big Train стали победителями премии Breakthrough Award на церемонии Progressive Music Awards, состоявшейся в Kew Gardens, Лондон, 3 сентября 2013 года, и были номинированы в нескольких других категориях в последние годы.
Big Big Train отправились в свой первый тур по Великобритании в октябре 2019 года. Запланированные даты первых туров группы по Северной Америке и Европе в 2020 году были отменены из-за пандемии коронавируса. Их первый тур по США наконец состоялся в марте 2024 года и включал два выступления на Cruise to the Edge. Группа отправилась в ограниченный тур по Великобритании и Европе в конце сентября/начале октября 2024 года, в основном исполняя треки из своего последнего альбома, The Likes Of Us.

## Дискография
Смотри статью «Дискография Big Big Train» в англ. разделе.
- Goodbye to the Age of Steam (1994)
- English Boy Wonders (1997)
- Bard (2002)
- Gathering Speed (2004)
- The Difference Machine (2007)
- The Underfall Yard (2009)
- English Electric Part One (2012)
- English Electric Part Two (2013)
- Folklore (2016)
- Grimspound (2017)
- The Second Brightest Star (2017)
- Grand Tour (2019)
- Common Ground (2021)
- Welcome to the Planet (2022)
- The Likes of Us (2024)